# Switch (BDSM)

Im Triskelion, einem der Symbole des BDSM, findet sich die Dreiteilung Top-Switch-Bottom wieder

Switch (engl.: wechseln, tauschen, umschalten) bezeichnet im BDSM eine Person, die für die Dauer einer Spielszene (Session), innerhalb einer Beziehung oder gegenüber verschiedenen Partnern sowohl die aktive als auch die passive Rolle einnehmen kann. Die andere Person wird jeweils analog zu der gewählten Rolle des Switch als Top oder Bottom bezeichnet. Sowohl Switch, Bottom oder Top können männlich, weiblich oder divers sein; der Begriff sagt nur etwas über die gewählte Rolle aus.
Im deutschsprachigen Raum ist neben Switch auch die Variante Switcher verbreitet, die im englischen Sprachraum nicht existiert.

## Entstehung
Wesentlicher Inhalt der verschiedenen praktizierten Formen des BDSM ist eine Rollenverteilung, da sich ein Partner bewusst vom anderen Schmerz zufügen, disziplinieren (z. B. fesseln und/oder züchtigen) und/oder kontrollieren lässt. Die Unterschiedlichkeit der verschiedenen Rollenspiele, Praktiken und Lebensmodelle hat für jede Art eine eigene Benennung der beiden Spiel-/Lebenspartner entwickelt, beispielsweise spricht man im Petplay von Pet/Owner, im D/s von Dom/Sub, im Femdom oft von Herrin/Sklave. Die Grenzen sind fließend und die Nutzung des Wortpaares Top/Bottom ist lediglich ein Hilfsmittel, um die begrifflichen Schranken zwischen den verschiedenen Spielarten aufzuheben. Als wertneutrales Wortpaar hat sich die Verwendung von Top/Bottom in BDSM-bezogenen Diskussionen durchgesetzt. Es wird vermutet, dass sich die Begriffe in den verschiedenen englischsprachigen BDSM-Newsgroups entwickelt und mit der zunehmenden Kommunikation zwischen den BDSMlern über das Internet verbreitet haben. Für diejenigen, die sich mit beiden Rollen identifizieren können, wird das Wort Switch verwendet; innerhalb einer Spielszene nimmt der Switch jedoch die jeweils seiner aktuellen Rolle entsprechende Bezeichnung an.

## Rollenverständnis
Mit dem Begriff „Switch“ beschreibt man, dass es sich um eine Person handelt, die sich mit beiden Rollen innerhalb der Rollenverteilung des BDSM identifizieren kann, darüber hinaus beinhaltet der Begriff keine Wertung, beschreibt keine Charaktereigenschaft oder Spielart. Zum Beispiel kann ein Switch als Top durchaus als Sadist innerhalb einer Szene agieren, aber darüber hinaus kein Interesse daran haben, seinen passiven Partner zu dominieren oder ihn wie ein Haustier zu behandeln. Umgekehrt ist es genauso möglich, dass er als Top ausschließlich eine dominante Neigung verspürt, aber in manchen Rollenspielen dem Bottom befiehlt, sadistische Praktiken an seinem Top durchzuführen.
Ähnliches gilt umgekehrt auch in der Rolle des Bottom. Hierbei stehen am einen Ende des Spektrums devote Partner, die es genießen, Befehle zu empfangen und auszuführen, dem Empfang körperlicher Stimulationen jedoch gleichgültig bis ablehnend gegenüberstehen. Am anderen Ende des Spektrums steht der masochistische Bottom, der körperliche und psychologische Stimulationen genießt, aber kein Interesse an der Unterwerfung hat.
Welche dieser Rollen der Switch für sich annimmt und in welchen Anteilen er die verschiedenen Aspekte des Rollenspiels verkörpern möchte, ist individuell sehr verschieden und kann darüber hinaus auch vom Geschlecht des Gegenübers beeinflusst werden. Beispielsweise kann sich eine bisexuelle Frau bei Männern eher in die devote Rolle einfühlen, während sie sich im Spiel mit Frauen eher als dominierend empfindet oder umgekehrt. Der Rollenwechsel innerhalb einer Session ist nicht verbreitet; ob mit dem Partner die Rolle getauscht wird, hängt häufig davon ab, ob der Partner ebenfalls switcht oder eine festgelegte Rolle vorzieht.

## Subkultur und Rolle des Switch
Teilweise herrscht in der BDSM-Szene Unverständnis gegenüber Switches, da eine klare und ausschließende Rollenfestlegung für eine der beiden Rollen: Top/dominant oder Bottom/submissiv erwartet wird. Switches erleben dadurch gelegentlich Ablehnung oder Diskriminierung innerhalb der Subkultur.